# Penelopides panini
Penelopides panini е вид птица от семейство Носорогови птици (Bucerotidae). Видът е застрашен от изчезване.

## Разпространение
Видът е разпространен във Филипините.